# Quy phạm xã hội
Quy phạm xã hội là những quy tắc xử sự chung của con người nhằm điều chỉnh mối quan hệ giữa con người với con người trong một phạm vi, cộng đồng nhất định (trong xã hội).
Quy phạm xã hội tự hình thành trong quá trình phát triển của xã hội, thông qua các mối quan hệ của xã hội, do đó nó mang tính xã hội xâu sắc, không mang tính bắt buộc chung; được bảo đảm thực hiện bằng các biện pháp, cơ chế chứ không được bảo đảm bởi pháp luật.
Quy phạm xã hội bao gồm những tập quán, tín điều tôn giáo...

## Lịch sử
Nhìn lại lịch sử loài người thấy rằng, trong thời kỳ xã hội cộng sản nguyên thủy, pháp luật chưa hình thành, nhưng trật tự xã hội vẫn được duy trì và phát triển dựa trên những quy tắc xử sự chung thống nhất. Các quy tắc này hình thành một cách tự phát trong quá trình con người chung sống và lao động để tồn tại, và dần dần cộng đồng xã hội chấp nhận và trở thành quy tắc xử sự chung.
Những quy tắc này thể hiện ý chí chung của toàn cộng đồng xã hội, do đó được mọi người tự giác tuân theo; nếu không tuân theo thì cả xã hội lên án, dư luận xã hội buộc họ phải tuân theo.
Ngày nay, những quy tắc xử sự chung vẫn tồn tại song song với quy phạm pháp luật, phần lớn nằm trong khuôn khổ của pháp luật, đó là những phong tục, tập quán của từng cộng đồng dân cư, từng vùng, miền, quốc gia... góp phần vào việc hình thành nên những bản sắc, văn hóa riêng của mỗi cộng đồng.

## Bài liên quan
- Quy phạm pháp luật